# Harmodius in Exile
Harmodius in Exile, né Anthony J. Rogers le 7 mai 1947 à Columbus et mort le 17 février 1992 à San Francisco, est un poète et militant gay engagé dans la lutte contre le VIH/sida étasunien.

## Biographie
Originaire de l'Ohio, Harmodius in Exile vit un temps à Berkeley, où il partage son appartement avec son amant, le photographe David Greene, avant de s'installer à San Francisco. Là, il se fait connaitre en tant que poète, militant homosexuel et personnalité genderfuck,.

### Prise d'otages des Fey-Wey Studios
Le 7 juillet 1979, alors qu'Harmodius in Exile passe la soirée en compagnie de son amant Robert Opel (en) et de la chanteuse de cabaret Camille O'Grady (en), deux hommes armés font irruption dans la galerie d'art où ils se trouvent et les prennent en otages. Robert Opel, le propriétaire de la galerie, est tué au cours de la soirée.

### Dernières années
Dans les années 1980 Harmodius in Exile s'installe dans le quartier du Castro et finit par reprendre son nom de naissance. De plus en plus malade, il doit renoncer à la fin de la décennie à ses activités militantes et artistiques. Il meurt le 17 février 1992 du sida.

## Œuvre poétique:The Poems of Harmodius in Exile
Les vingt-cinq « Poèmes d'Harmodius in Exile » qui composent son unique recueil, publié en 1974 par le Gay Artists and Writers Kollective (G.A.W.K.), ont été composés entre le 13 juillet et le 8 septembre 1973. Imprimé sur miméographe, l'ouvrage est dédié à David Greene, alors son amant, lequel signe par ailleurs le montage photographique illustrant sa couverture. Sur celle-ci on peut ainsi voir deux visages d'Harmonius : en drag et hors-drag.
Harmodius in Exile est aussi l'auteur de plusieurs autres poèmes restés inédits. Il a également publié dans le magazine consacré à la poésie gay Mouth of the Dragon.

## Nom
Harmodius in Exile disait de son nom de naissance (Anthony J. Rogers) qu'il était son slave name (« nom d'esclave »). D'après le poète David Melnick (en), c'est à l'occasion de l'une des premières manifestations de militants homosexuels à une convention du Parti républicain qu'Harmodius s'est ainsi baptisé. Référence à l'un des Tyrannoctones, ce nom lui semblait alors convenir au Gay Revolutionary (« Révolutionnaire gay ») qu'il entendait être. Plus tard, il lui a ajouté in Exile pour davantage d'effet. 